# نصر الدين زعلاني
نصر الدين زعلاني (26 يوليو 1992 في الجزائر - ) هو لاعب كرة قدم جزائري في مركز الدفاع يلعب حالياً مع شباب قسنطينة.

## روابط خارجية
- نصر الدين زعلاني على موقع قاعدة بيانات كرة القدم.إي يو (الإنجليزية)